# كيم كارداشيان، سوبر ستار
كيم كارداشيان، سوبر ستار (بالإنجليزية: Kim Kardashian, Superstar)‏ هو فيلم إباحي أمريكي صدر عام 2007، ظهر فيه كيم كارداشيان والمغني راي جي يمارسان الجنس في أكتوبر 2003 أثناء إجازتهم في كابو سان لوكاس، المكسيك. حقق الفيلم أكثر من 1.4 مليون دولار أمريكي في أول ستة أسابيع من عرضه.

## روابط خارجية
- كيم كارداشيان، سوبر ستار على موقع IMDb (الإنجليزية)
- كيم كارداشيان، سوبر ستار على موقع قاعدة بيانات الفيلم (الإنجليزية)
- كيم كارداشيان، سوبر ستار على موقع كينوبويسك (الروسية)

لم يتم العثور على روابط لمواقع التواصل الاجتماعي.